# (5737) Itoh
(5737) Itoh (1989 SK) – planetoida z pasa głównego asteroid okrążająca Słońce w ciągu 4,02 lat w średniej odległości 2,53 j.a. Odkryta 30 września 1989 roku.